# 柔若语
柔若语是怒族的支系柔若人使用的本民族语言，语言归属汉藏语系藏緬語族緬彝語群彝語支。柔若人自称“/zao55 zuo33/”，主要聚居在中国云南省怒江傈僳族自治州兰坪白族普米族自治县兔峨乡的澜沧江河畔。在当地居住至少有一千年的历史。近百年来，根据柔若人自己的传说，又有一支为了逃婚，翻越碧罗雪山，迁到了怒江河畔的泸水县。原来大理白族自治州云龙县也有柔若人的分布，但由于长期害怕周边民族欺压，只好混杂于其他民族中，逐渐失去了民族特征。文化大革命期间，当地的一位小学老师用汉语拼音记录了一位老人讲的语言，区别于怒苏语但接近于澜沧江、怒江边的柔若语。由于这位老人已经去世，无法进一步地研究云龙县的柔若语土语。1995年的田野调查统计显示兔峨乡澜沧江畔有约1800人使用柔若语，泸水县怒江畔有约300人使用柔若语。汉朝此地为博南县，唐朝为卢鹿蛮部，元朝为兰州，明初委任白族罗氏为世袭的兰州土知州，清朝中期改土归流。唐至元代的卢鹿可能就是彝族（当时称为“罗罗”）的一个别支，这与柔若人的自称的语音转换以及柔若语的语言归属都是符合的。在词汇方面，柔若语含有大量的白语和汉语借词。

## 土语
柔若语可以分为以下二种土语：
- 果力土语（果力话）
- 江末土语（江末话）

## 语音
柔若语果力话（云南省怒江傈僳族自治州兰坪白族普米族自治县兔峨乡果力村）有声母23个。韵母66个，其中单元音韵母34个、二合元音韵母32个、无辅音韵尾韵母。声调6个，调值分别为：55、33、53、31、35、13。
|          |          |        | 双唇音 | 唇齒音 | 舌尖音 | 舌尖音 | 舌面前音 | 舌根音 | 喉音 |
| -------- | -------- | ------ | ------ | ------ | ------ | ------ | -------- | ------ | ---- |
| 舌尖前音 | 舌尖中音 |        | 双唇音 | 唇齒音 |        |        | 舌面前音 | 舌根音 | 喉音 |
| 塞音     | 清辅音   | 不送氣 | p      |        |        | t      |          | k      | ʔ    |
| 塞音     | 清辅音   | 送氣   | pʰ     |        |        | tʰ     |          | kʰ     |      |
| 塞擦音   | 清辅音   | 不送氣 |        |        | t͡s     |        | t͡ɕ       |        |      |
| 塞擦音   | 清辅音   | 送氣   |        |        | t͡sʰ    |        | t͡ɕʰ      |        |      |
| 擦音     | 擦音     | 清辅音 |        | f      | s      |        | ɕ        | x      |      |
| 擦音     | 擦音     | 浊辅音 |        | v      | z      |        |          | ɣ      |      |
| 鼻音     | 鼻音     | 浊辅音 | m      |        |        | n      | ȵ        | ŋ      |      |
| 边音     | 边音     | 浊辅音 |        |        |        | l      |          |        |      |